# Lascellas-Ponzano
Lascellas-Ponzano è un comune spagnolo di 166 abitanti situato nella comunità autonoma dell'Aragona.

Fa parte della comarca del Somontano de Barbastro.